# Nordiska folkhögskolan
Nordiska folkhögskolan är en folkhögskola i Kungälv cirka två mil norr om Göteborg. Nordiska folkhögskolan är en samnordisk folkhögskola med en stark kulturprofil och ett stort internat. Skolan erbjuder 9 månaders kurser med inriktning på Foto, Film, Bild, Text, Teater, Musik. Skolan har också ett antal allmänna kurser för deltagare som önskar behörigheter. Nordiska rekryterar deltagare från hela Norden och är en central nordisk mötesplats för grupper och organisationer.
Skolan grundades 1947 och ägs av Föreningen Nordiska Folkhögskolan och är politiskt och religiöst oberoende. Undervisningen bedrivs på svenska, norska och danska. Skolan ligger 10 minuters gångväg från Kungälvs centrum, på Fontinberget med storslagen utsikt över Bohus fästning och Göta älv. Skolan har ca. 200 elever och plats för 70 i internatboende. Skolans konferensanläggning har 24 dubbelrum med hotellstandard och ett stort antal rum med delad dusch och toalett under sommartid. Skolans kök serverar dagligen vegetarisk mat och svensk husmanskost baserad på närproducerade råvaror. Skolan är miljödiplomerad.
Skolan välkomnar mindre och större konferenser med och utan övernattning. Bed & Breakfast året om. Möjlighet till långtidsboende för företag.
På skolgården finns skulpturen Guds hand av Carl Milles. Den restes av mamman till en dödad pojke som en försoningens symbol efter ett skottdrama 1961.

## Nordiska Visskolan
Nordiska Visskolan är en del av Nordiska folkhögskolan, och grundades 1987 på initiativ av Hanne Juul, som också mellan 1993 och 2018 var huvudansvarig för denna. Nordvisa var också en av huvudorganisatörerna till starten av Visskolan och de har ständigt ett omfattande samarbete. Visskolan fick stipendiet "Uppmuntran" från Svenska visakademien 2007.
Sedan 2018 leds Nordiska Visskolan av Maud Lindström. Utbildningen på Visskolan är 1 + 1 år och har plats för 21 elever.  Vistolkning och sceniskt framförande är huvudämnet, men utbildningen innehåller även sång- och gitarrundervisning, skrivande och konsertprojekt. Visskolan erbjuder även kursen Rim & Reson: Kurs för låtskrivare med Christina Kjellsson som huvudlärare.

## Nordiska Teaterskolan
Nordiska Teaterskolan är en del av Nordiska folkhögskolan, och har varit en skådespelarutbildning med inriktning på rörelsebaserat skådespeleri sedan början av 80-talet. Utbildningen som är 1 + 1 år kännetecknas av en progressiv syn på skådespeleri med utgångspunkt i kropp och rörelse. I det sceniska arbetet kombineras kropp, text och rörelse, men även scenografi, ljus och ljud är betydelsefulla delar av skolans teaterestetik. På schemat står förutom skådespelarträning och scenframställning, rörelse, röst, akrobatik, kickboxning mm.
Nordiska Teaterskolan har 22 platser på år 1 och tar emot deltagare från alla nordens länder. Teaterskolan leds av Svante Grogarn som även är biträdande rektor för Nordiska Folkhögskolan, även ett stort antal gästlärare är verksamma på kursen.